# The Donays
The Donays sono state un gruppo musicale statunitense Rhythm and blues attivo negli anni sessanta. Benché abbiano pubblicato un solo singolo, intitolato Bad Boy (1962), il suo lato B 
Devil in His Heart venne ripreso dai Beatles con il titolo A Devil in Her Heart.

## Storia del gruppo

### Formazione
Il gruppo, si formò nel 1961 come quintetto, sulla scia del successo di cui stavano godendo i primi gruppi femminili, strada tracciata dalle Shirelles ad Hamtramck, nel Michigan Il gruppo vocale era originariamente composto da Janice Guinn, her sister Armie Guinn, Yvonne Singleton, Michelle Ray e Mary, divenendo in seguito in un quartetto. I suoi membri erano quattro studentesse scoperte grazie alla loro vittoria a un concorso del liceo Hamtramck High.

### Carriera
Al contrario di tanti altri gruppi femminili dell'epoca molto più prolifici, le Donays pubblicarono solamente un solo 45 giri con le tracce (There's A) Devil in His Heart e Bad Boy, registrate nel 1961 per la Correc-tone Records con il supporto dei Motown Funk Brothers, in cui militavano il batterista Benny Benjamin e il bassista James Jamerson. Il primo brano fu scritto da Richard P. Drapkin (aka Ricky Dee) e probabilmente prodotto negli studi di Detroit dell'ex Motown Richard "Popcorn" Wylie. Il 6 agosto del 1962 (There's A) Devil in His Heart fu pubblicata come lato B di Bad Boy dall'etichetta nuovaiorchese Brent, mentre la Oriole Records pubblicò l'edizione inglese. Il manager Brian Epstein, che acquistò il singolo delle Donays per il suo negozio di dischi NEMS (North End Music Store), fece conoscere la canzone ai Beatles il 18 luglio 1963. la formazione di Liverpool registrò una propria versione del brano, adattandola al suo stile e cambiandone il titolo in Devil in Her Heart, che venne inclusa nel suo secondo LP With the Beatles, contribuendo così alla fama delle Donays. Bob Dylan, durante una puntata del programma Theme Time Radio Hour, affermerà: «The Donays only made one record. You only have to make one if it's this good» (lett. "Le Donays fecero solo un disco. Basta farne uno solo se è così buono").
Le Donays incisero un'altra canzone, You Always Talk About Tomorrow, che però non venne mai pubblicata in quanto i suoi membri erano troppo impegnati a terminare i loro studi.

### Dopo lo scioglimento
Tra il 1964 ed il 1965, dopo lo scioglimento delle Donays, la cantante Yvonne Vernee Allen incise altri tre singoli come solista, tra cui Just Like You Did Me di Tony Clark, per poi intraprendere la carriera di turnista. Nel 1971, Yvonne prese il posto dell'ex cantante solista Saundra Mallett Edwards del gruppo della Motown The Elgins dopo che questi si riunirono per un tour in Gran Bretagna quando questi ebbero due inaspettati successi entrati nella Top 20 del Regno Unito (la band si era infatti già sciolta nel 1967). Yvonne continuò a cantare negli anni novanta, lavorando per l'etichetta Motorcity di Ian Levine.

## Formazione[6]
- Yvonne Vernee Allen – voce
- Michelle Ray
- Janice Gwenn
- Amy Gwenn

## Discografia

### Singoli
- 1962 – Bad Boy